# C-3
C-3 is een explosief, bestaande uit 77% RDX, 4% TNT, 3% tetryl, 5% 2-nitrotolueen en 10% 2,4-dinitrotolueen. Deze laatste twee stoffen zijn olieachtig en zorgen voor de plasticiteit van het explosief, waardoor het kneedbaar wordt.
Het explosief bezit een detonatiesnelheid van ongeveer 7600 m/s. C-3 is een gele tot lichtbruine wasachtige substantie, die onder andere in de Tweede Wereldoorlog en in de Koreaanse Oorlog werd ingezet. Het smeltpunt ligt bij 68°C en het is oplosbaar in aceton. Echter, aangezien het explosief slecht bestand is tegen lage temperaturen (waardoor het niet meer kneedbaar is en zelfs begint te verbrokkelen) en aangezien het ook toxisch is, werd het later vervangen door C-4.